# Кимбалтон (Ајова)
Кимбалтон (енгл. Kimballton) град је у америчкој савезној држави Ајова. По попису становништва из 2010. у њему је живело 322 становника.

## Демографија
Према попису становништва из 2010. у граду је живело 322 становника, што је -20 (-5.8%) становника више него 2000. године.
| Група             | 2000.       | 2010.       |
| Белци             | 339 (99,1%) | 315 (97,8%) |
| Афроамериканци    | 0 (0,0%)    | 0 (0,0%)    |
| Азијати           | 0 (0,0%)    | 3 (0,9%)    |
| Хиспаноамериканци | 0 (0,0%)    | 0 (0,0%)    |
| Укупно            | 342         | 322         |